# Quercus acerifolia
Quercus acerifolia — вид рослин з родини букових (Fagaceae); ендемік штату Арканзас, США.

## Опис
Росте у вигляді невеликого листопадного дерева або великого багато-стовбурового куща, зазвичай висотою від 3 до 9 (максимум 15) метрів, і вирізняється пальмасто-лопатевим, схожим на клен листям. Кора майже чорна, стає грубою і борознистою. Гілочки безволосі сіро-коричневі. Листки від сплюснутих до широко еліптичних, 7–14 × 10–15 см, досить тонкі; основа усічена часто асиметрична; верхівка загострена; край з 5(7) щетинистими частками, великими частками середньої перпендикулярно до середньої жилки; часто без волосся на обох поверхнях, іноді з розсіяними волосками знизу; ніжка листка гола, завдовжки 2–3 см. Цвіте навесні. Жолуді поодинокі або парні, дворічні, сидячі; горіх яйцювато-довгастий, 10.5–20 × 9–15 мм, голий або запушений; чашечка блюдце — до чашкоподібна, заввишки 4–7 мм × 10–20 мм завширшки, укриває 1/4–1/3 горіха.

## Середовище проживання
Ендемік штату Арканзас, США.
Населяє сухі поляни, схили та вершини хребта; на висотах 500–800 м.